# Riflessi di paura
Riflessi di paura (Mirrors) è un film horror del 2008 diretto da Alexandre Aja, remake della pellicola sudcoreana Into the Mirror (Geoul sokeuro) del 2003. Il film è stato distribuito nelle sale italiane il 3 ottobre 2008.

## Trama
Una guardia giurata corre terrorizzata in una stazione della metropolitana fino a ritrovarsi in una stanza da cui non può fuggire. A questo punto, l'uomo inizia a supplicare la sua immagine riflessa allo specchio affinché gli risparmi la vita ma il suo riflesso si taglia la gola da solo con una lama, causando dunque la morte dell'uomo. Nel frattempo Ben Carson, ex poliziotto che ha perso il lavoro per il vizio dell'alcolismo, viene assunto come guardia giurata presso il magazzino del negozio Mayflower: tale luogo è particolarmente ricco di specchi. Una notte, Ben scopre uno specchio coperto da un telo: rimosso il telo, l'uomo inizia a vedere nello specchio cose che non stanno accadendo nella realtà. Nei giorni successivi, Carson scopre che l'uomo che ha svolto quella mansione prima di lui è morto in un apparente suicidio. Ben ne trova il portafoglio, scoprendo una nota con su scritta la parola "Esseker". Successivamente trova anche una foto che rappresenta il luogo del delitto: nello scatto, l'agente nota uno specchio in cui il sangue dell'uomo non è riflesso, e inizia così a sospettare che gli specchi di quel magazzino nascondano un terribile segreto.
Subito dopo, la sorella di Ben muore dissanguata per opera del suo riflesso mentre era nella vasca da bagno: anche in questo caso la morte viene bollata come apparente suicidio. Infuriato, Ben cerca di distruggere gli specchi nel magazzino ma essi appaiono infrangibili. A questo punto l'uomo chiede agli specchi cosa essi vogliano, e una strana parola appare su uno di essi: "Esseker". Esplorando meglio il magazzino, Ben scopre una particolare stanza in cui vi è una poltrona completamente circondata da specchi: il magazzino sorge infatti in uno stabile originariamente utilizzato come manicomio e quella stanza veniva utilizzata per una particolare terapia. L'uomo chiede allora ad un contatto nella polizia di rivelargli eventuali fatti salienti su quel luogo e scopre di una giovane paziente, Anna Esseker, che, dopo essere stata sottoposta a cure in quel luogo, era morta in un apparente suicidio di massa. Indagando nella sua cartella clinica, Ben scopre tuttavia un documento secondo il quale Anna potrebbe essere ancora viva.
Nel frattempo Amy, moglie di Ben, nota che il riflesso di loro figlio agisce in maniera differente rispetto a ciò che il bambino effettivamente fa. Il marito accorre immediatamente a casa con lo scopo di coprire tutti i riflessi dell'abitazione: appena arrivato, dipinge tutti gli specchi di casa con della vernice. Subito dopo Ben si reca presso la casa in cui Anna Esseker viveva da bambina: qui parla con suo fratello, scoprendo che quest'ultima durante l'infanzia aveva sviluppato un comportamento molto violento che un medico aveva diagnosticato come una rara forma di schizofrenia e pensato di poter curare in un modo molto particolare. Il dottore pose infatti Anna in una stanza piena di specchi, obbligandola dunque a guardare per ore la sua stessa immagine: Anna sembrò guarita, ma una volta tornata a casa iniziarono a succederle degli strani fenomeni ogni qual volta si specchiava. Compresa la natura soprannaturale del problema, la famiglia decise di darla per morta e di farla rinchiudere in un convento, luogo in cui gli specchi sono proibiti.
Ben si reca al convento e trova Anna, diventata ormai suora, che gli rivela di essere stata posseduta da un demone durante l'adolescenza. Tale demone è ormai intrappolato negli specchi e potrebbe tornare nel mondo reale soltanto qualora si impossessasse di nuovo di lei; per questo Anna si rifiuta di tornare nel luogo in cui ora il demone è confinato. Nel frattempo Amy si accorge che a casa il pavimento è completamente allagato e per questo riflettente: dopo aver messo sua figlia Daisy al sicuro, la donna scopre che il figlio Michael sta cercando di scrostare la vernice dagli specchi con una lama. Quando la donna cerca di fermarlo, il bambino (ormai posseduto) scappa via. Ben nel frattempo obbliga Anna a tornare all'ex manicomio puntandole contro una pistola e la fa posizionare di nuovo nella stanza in cui fu liberata dal demone. Tornato a casa, l'uomo scopre che il riflesso di suo figlio sta cercando di affogarlo nell'acqua: proprio in quel momento Anna viene nuovamente posseduta da diversi demoni.
Lottando contro la creatura, Ben riesce a salvare la sua intera famiglia e ritorna così da Anna, ormai completamente in preda delle diaboliche creature. I due lottano, ma mentre ciò si verifica vi è una fuga di gas: quando Ben spara verso Anna tutto esplode, trasformando il magazzino in un cumulo di macerie. Poco dopo, l'uomo si risveglia in un tumulto di paramedici e curiosi, che tuttavia sembrano non accorgersi di lui. Dopo aver vagato per un po', Ben scorge uno specchio e scopre di poterlo toccare ma di non avere più un riflesso: in questo modo l'uomo capisce di essere ormai un fantasma e di trovarsi nella dimensione in cui era già stato precedentemente confinato il demone che aveva posseduto Anna.

## Produzione
Il film è stato quasi interamente girato in Romania, il set è stato allestito all'Accademia delle Scienze di Bucarest, edificio rimasto incompiuto dal 1989, dopo la morte di Nicolae Ceaușescu. Il budget speso per la realizzazione del film ammonta a 35 milioni di dollari.

## Accoglienza

### Incassi
Il film ha incassato 72,4 milioni di dollari al botteghino.

### Critica
Il film ha ottenuto critiche prevalentemente negative. Secondo l'aggregatore di recensioni Rotten Tomatoes, la pellicola ha ottenuto un indice di gradimento del 15% e un voto di 3,9 sulla base di 88 recensioni. Secondo Metacritic il film ha invece ottenuto un voto di 35 su 100 sulla base di 13 recensioni.

## Sequel
Nel 2010 è stato realizzato un sequel direct-to-video intitolato Riflessi di paura 2, diretto da Víctor García ed interpretato da Nick Stahl e Emmanuelle Vaugier.